# União Química
União Química é um laboratório químico-farmacêutico brasileiro com sede na cidade de São Paulo.
No dia 29 de dezembro, a Anvisa anunciou que tinha recebido um pedido do laboratório a pesquisa clínica de fase 3 para a vacina Sputnik V no Brasil.

## Vacina contra covid-19

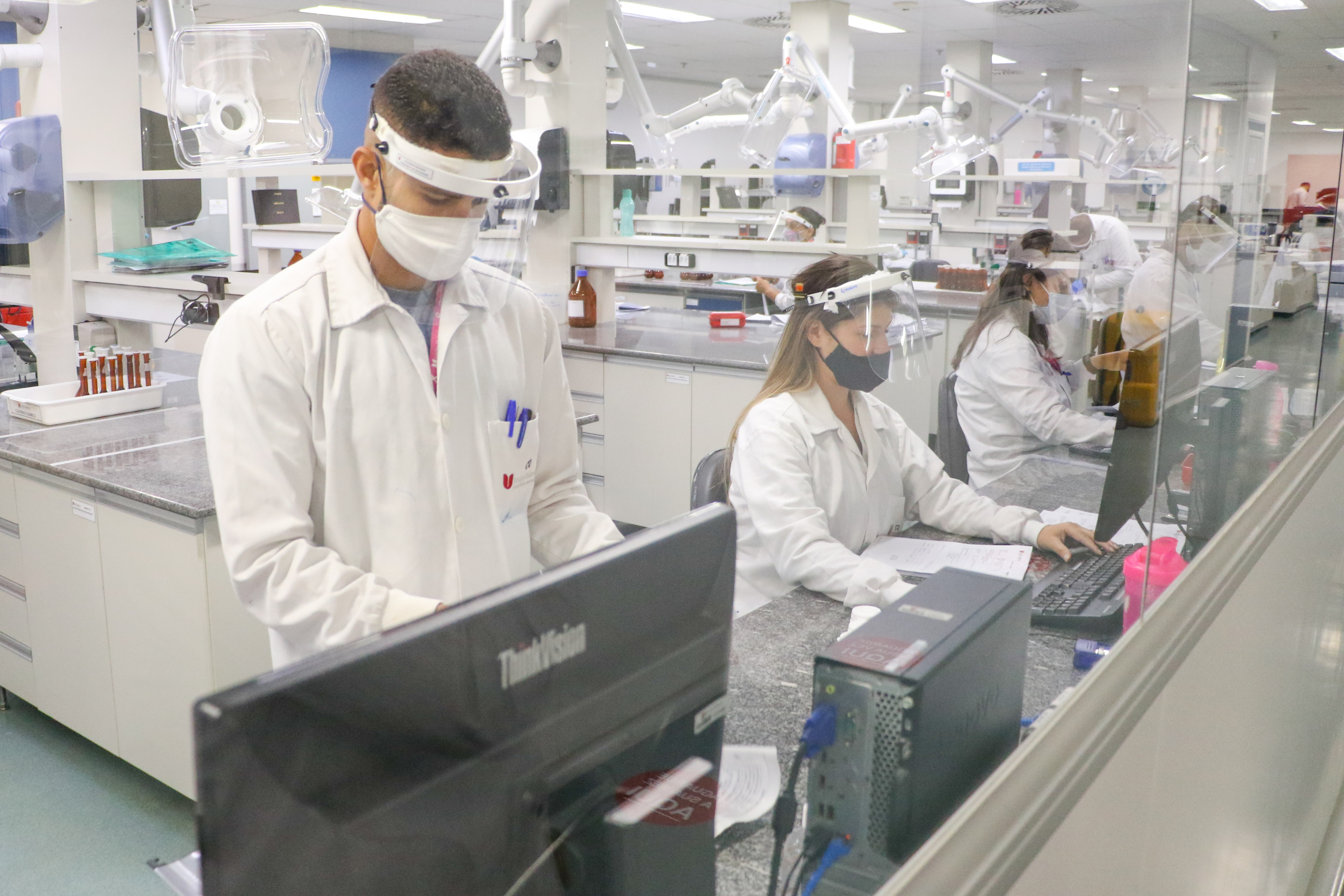
A unidade Bthek Biotecnologia, no DF, pertencente ao grupo União Química, produz o Ingrediente Farmacêutico Ativo (IFA) Sputnik V

No 29 outubro de 2020, a Anvisa emitiu uma nota dizendo que não havia recebido, ainda, nenhum pedido de registro da vacina Sputnik V, tornando pública a informação de que a União tinha feito uma parceria com o Fundo Russo de Investimentos para a fabricação do imunizante no Brasil.
No entanto, já desde o primeiro pedido para a liberação do imunizante no país, houve impasses, tendo no dia 16 de janeiro a Agência anunciado que havia devolvido os documentos porque eles "não apresentarem requisitos mínimos para submissão e análise pela Anvisa".
No dia 20 subsequente, o STF solicitou explicações à Anvisa sobre a negativa de liberação da vacina, após o governador da Bahia, Rui Costa, entrar com uma ação, solicitando que fosse permitida a "importação e a distribuição de vacina que ainda não tenha sido registrada na Anvisa, desde que haja registro por agência reguladora certificada pela Organização Panamericana de Saúde". Na ação Costa assinalou que, além de já ter registro de outras autoridades sanitárias, ela estava sendo aplicada em outros países, como Argentina e Paraguai.
O principal impasse para a liberação, de acordo com normas da Anvisa, é o fato da vacina não estar em testes clínicos de fase 3 no Brasil.
A produção começou em 15 de janeiro, mas inicialmente apenas para exportação para países vizinhos ao Brasil.